# Kittacincla
Kittacincla är ett fågelsläkte i familjen flugsnappare inom ordningen tättingar. Det inkluderas oftast i Copsychus. Släktet omfattar fyra till sju arter som förekommer i södra och sydöstra Asien:
- Vitgumpad shama (K. malabarica)
  - Vitkronad shama (K. [m.] stricklandii) – urskiljs ibland som egen art[2]
- Andamanshama (K. albiventris) – behandlas ofta som underart till malabarica[1]
- Vitbrynad shama (K. luzoniensis)
  - "Visayashama" (K. [l.] superciliaris) – urskiljs ibland som egen art[3]
- Palawanshama (K. nigra)
- Svart shama (K. cebuensis)